# Élőkép
Az Élőkép a Frakk, a macskák réme című rajzfilmsorozat első évadjának hetedik része.

## Cselekmény
Károly bácsi születésnapjára Irma néni libamáj-pástétomot készít, amit a macskák is szívesen megízlelnének. Ezért a fogukra való ínyencség megszerzéséhez megfelelő elterelő műsort szerveznek: élőkép bemutatót, melyben, nem véletlenül, Frakknak is szerepe van.

## Alkotók
- Rendezte: Macskássy Gyula, Nagy Pál
- Írta: Bálint Ágnes
- Zenéjét szerezte: Pethő Zsolt
- Hangmérnök: Bársony Péter
- Vágó: Czipauer János
- Tervezte: Várnai György
- Háttér: Szálas Gabriella
- Asszisztens: Ifj. Nagy Pál
- Színes technika: Dobrányi Géza, Fülöp Géza
- Gyártásvezető: Ács Karola
- Produkciós vezető: Gyöpös Sándor, Kunz Román

Készítette a Magyar Televízió megbízásából a Pannónia Filmstúdió

## Szereplők
- Frakk: Szabó Gyula
- Lukrécia: Schubert Éva
- Szerénke: Váradi Hédi
- Károly bácsi: Rajz János
- Irma néni: Pártos Erzsi